# Abdallah Victor Farhat
Ne doit pas être confondu avec Abdallah Farhat.
Abdallah Victor Farhat (né à Hammana en 1964) est un homme politique libanais.
Docteur en droit et maître de conférences à l'université Saint-Joseph de Beyrouth, il se présente aux élections législatives de 2000 et est élu député maronite de Baabda au sein de la liste soutenue par Walid Joumblatt. Il est nommé par Rafiq Hariri en 2003 ministre des Déplacés et démissionne de son poste en septembre 2004, en protestation contre la prorogation du mandat du Président Émile Lahoud.
Membre de la Rencontre démocratique de Walid Joumblatt et des forces de l'Alliance du 14 mars, il est réélu à son poste de député lors des élections de 2005.
Le 14 mars et Walid Joumblatt ne lui apportent pas leur soutien lors des législatives de 2009. Il se désiste alors de la course et se rapproche des forces de l'opposition.

## Politique
Il a été élu député au Parlement libanais lors de la session de 2000 pour la circonscription de Baabda-Aley, représentant le Rassemblement démocratique. Il a également été élu lors de la session de 2005 et s'est abstenu de se présenter lors de la session de 2009 après que le représentant Walid Jumblatt ait été incapable de l'inclure dans la liste de l'Alliance du 14 mars dans la circonscription de Baabda. Sur le plan ministériel, il a été choisi le 17 avril 2003 comme ministre des personnes déplacées dans le gouvernement du Premier ministre Rafik Hariri sous le règne du président Emile Lahoud, et il a occupé ce poste jusqu'au 9 septembre 2004, date à laquelle le président Lahoud a été reconduit à la présidence. Il a alors démissionné du gouvernement avec les ministres du Rassemblement démocratique, Marwan Hamadeh, Ghazi Al-Aridi, et le ministre Faris Boys.